# Rowan McKellar
Rowan McKellar (Glasgow, 24 de mayo de 1994) es una deportista británica que compite en remo.
Participó en dos Juegos Olímpicos de Verano, obteniendo una medalla de bronce en París 2024, en la prueba de ocho con timonel, y el cuarto lugar en Tokio 2020, en la prueba de cuatro sin timonel.
Ganó dos medallas en el Campeonato Mundial de Remo, en los años 2022 y 2023, y seis medallas en el Campeonato Europeo de Remo entre los años 2019 y 2024.

## Palmarés internacional
| Juegos Olímpicos   | Juegos Olímpicos         | Juegos Olímpicos  | Juegos Olímpicos   |
| Año                | Lugar                    | Medalla           | Prueba             |
| ------------------ | ------------------------ | ----------------- | ------------------ |
| 2024               | París (Francia)          | Medalla de bronce | Ocho con timonel   |
| Campeonato Mundial |                          |                   |                    |
| Año                | Lugar                    | Medalla           | Prueba             |
| 2022               | Račice (República Checa) | Medalla de oro    | Cuatro sin timonel |
| 2023               | Belgrado (Serbia)        | Medalla de bronce | Cuatro sin timonel |
| Campeonato Europeo |                          |                   |                    |
| Año                | Lugar                    | Medalla           | Prueba             |
| 2019               | Lucerna (Suiza)          | Medalla de plata  | Ocho con timonel   |
| 2021               | Varese (Italia)          | Medalla de bronce | Cuatro sin timonel |
| 2022               | Múnich (Alemania)        | Medalla de oro    | Cuatro sin timonel |
| 2022               | Múnich (Alemania)        | Medalla de plata  | Ocho con timonel   |
| 2023               | Bled (Eslovenia)         | Medalla de plata  | Cuatro sin timonel |
| 2024               | Szeged (Hungría)         | Medalla de plata  | Ocho con timonel   |